# Grammy Award for Best Chamber Music/Small Ensemble Performance

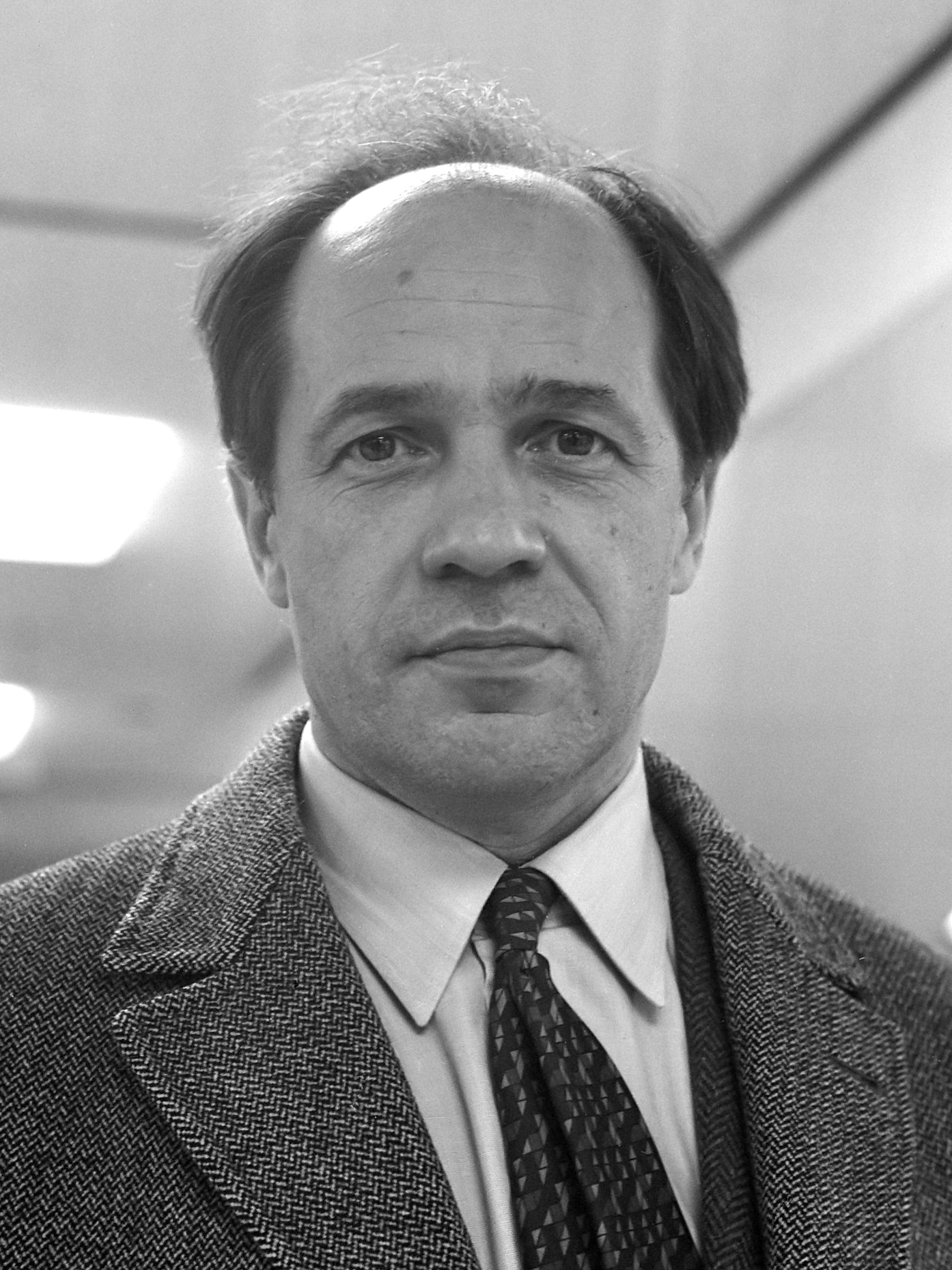
Pierre Boulez hat den Grammy Award for Best Small Ensemble Performance zwei Mal erhalten

Der Grammy Award for Best Small Ensemble Performance, auf Deutsch „Grammy-Auszeichnung für die beste Darbietung eines kleinen Ensembles“, ist ein Musikpreis, der seit 1997 von der amerikanischen Recording Academy im Bereich der klassischen Musik verliehen wird.

## Geschichte und Hintergrund
Die seit 1959 verliehenen Grammy Awards werden jährlich in zahlreichen Kategorien von der Recording Academy in den Vereinigten Staaten vergeben, um künstlerische Leistung, technische Kompetenz und hervorragende Gesamtleistung ohne Rücksicht auf die Album-Verkäufe oder Chart-Position zu würdigen.
Eine dieser Kategorien ist der Grammy Award for Best Small Ensemble Performance. Die Auszeichnung, die seit 2013 Grammy Award for Best Chamber Music/Small Ensemble Performance heißt, wird seit 1997 verliehen. Anfangs hatte sie noch den Namenszusatz „(mit oder ohne Dirigent)“.
Von 1991 bis 1996 wurden Darbietungen kleiner Ensembles noch in der Preiskategorie Grammy Award for Best Chamber Music Performance ausgezeichnet. 2012 wurde die Kategorie mit der Kategorie Grammy for Best Chamber Music Performance kombiniert. Die Zusammenführung der beiden Kategorien ergab sich aus dem Wunsch der Recording Academy, die Anzahl der Auszeichnungen deutlich zu verringern.

## Gewinner und Nominierte
| Jahr                 | Gewinner | Nationalität                    | Werk                                                                                         | Nominierte | Bild des/der Gewinner(s) |
| -------------------- | --- | ------------------------------- | -------------------------------------------------------------------------------------------- | --- | ------------------------ |
| 1997                 | Pierre Boulez (Dirigent) und das Ensemble Inter-Contemporain                                                                              | Frankreich                      | Boulez: ...Explosante-Fixe...                                                                | |                          |
| 1998                 | Claudio Abbado (Dirigent) und Mitglieder der Berliner Philharmoniker                                                                      | Italien Deutschland             | Hindemith: Kammermusik Nr. 1, op. 24a                                                        | |                          |
| 1999                 | Steve Reich (Dirigent) und Musikensemble                                                                                                  | Vereinigte Staaten              | Reich: Music for 18 Musicians                                                                | |                          |
| 2000                 | Joseph Jennings (Dirigent) und Chanticleer                                                                                                | Vereinigte Staaten              | Colors of Love - Works of Thomas, Stucky, Tavener & Rands                                    | |                          |
| 2001                 | Orpheus Chamber Orchestra Christian Gausch (Produzent) und Wolf-Dieter Karwatky (Toningenieur)                                            | Vereinigte Staaten              | Shadow Dances (Strawinsky Miniatures - Tango; Suite No. 1; Octet, etc.)                      | |                          |
| 2002                 | Gidon Kremer und die Kremerata Baltica Helmut Mühle, Gidon Kremer (Produzenten) und Philipp Nedel (Toningenieur)                          | Lettland                        | After Mozart                                                                                 | |                          |
| 2003                 | Joseph Jennings (Dirigent), Chanticleer und die Handel & Haydn Society of Boston Steve Barnett (Produzent), Preston Smith (Toningenieur), | Vereinigte Staaten              | Tavener: Lamentations and Praises                                                            | |                          |
| 2004                 | Jeff von der Schmidt (Dirigent) und Southwest Chamber Music                                                                               | Vereinigte Staaten              | Chávez: Suite for Double Quartet                                                             | |                          |
| 2005                 | Jeff von der Schmidt (Dirigent) und Southwest Chamber Music                                                                               | Vereinigte Staaten              | Chávez - Complete Chamber Music, Vol. 2                                                      | |                          |
| 2006                 | Pierre Boulez (Dirigent), Hilary Summers (Interpret) und Ensemble Intercontemporain                                                       | Frankreich                      | Boulez: Le Marteau Sans Maître, Dérive 1 & 2                                                 | |                          |
| 2007                 | Peter Rutenberg (Dirigent) und die Los Angeles Chamber Singers Cappella                                                                   | Vereinigte Staaten              | Padilla: Sun Of Justice                                                                      | |                          |
| 2008                 | Yuri Bashmet (Dirigent) und Moskauer Solisten                                                                                             | Russland                        | Strawinsky: Apollo, Concerto In D; Prokofiev: Flüchtige Visionen (Visions fugitives), op. 22 | |                          |
| 2009                 | Charles Bruffy (Dirigent) und der Phoenix Chorale                                                                                         | Vereinigte Staaten              | Spotless Rose: Hymns To The Virgin Mary                                                      | |                          |
| 2010                 | Paul Hillier (Dirigent) und Ars Nova Copenhagen und Theatre Of Voices                                                                     | Vereinigtes Königreich Dänemark | David Lang: The Little Match Girl Passion                                                    | |                          |
| 2011                 | Jordi Savall (Dirigent), Hespèrion XXI und La Capella Reial de Catalunya                                                                  | Spanien                         | Dinastia Borja                                                                               | |                          |
| 2012                 | Steven Mackey (Komponist), Rinde Eckert (Librettist) und Eighth Blackbird                                                                 | Vereinigte Staaten              | Steven Mackey: Lonely Motel - Music from Slide                                               | - Gabriela Frank (Komponist and performer) and Alias Chamber Ensemble für Frank: Hilos - Richard Savino (Dirigent) and El Mundo für The Kingdoms of Castille - Rinde Eckert (librettist/performer) & Steven Mackey (Komponist/performer) and Eighth Blackbird für Lonely Motel - Music from Slide - Patrick Dupré Quigley (Dirigent) and Seraphic Fire für A Seraphic Fire Christmas - The Bay Brass für Sound The Bells! |                          |
| 2013                 | Eighth Blackbird | Vereinigte Staaten              | Meanwhile                                                                                    | - Modern Mandolin Quartet für Americana - Eighth Blackbird für Meanwhile - ZOFO Duet für Mind Meld - Boston Symphony Chamber Players für Profanes et Sacrées - Los Angeles Percussion Quartet für Rupa-Khandha |                          |
| 2014                 | Brad Wells und Roomful of Teeth | Vereinigte Staaten              | Roomful of Teeth                                                                             | - Leonidas Kavakos & Enrico Pace für Beethoven: Violin Sonatas - Vicki Ray, William Winant, Aron Kallay & Tom Peters für Cage: The 10,000 Things - Hélène Grimaud & Sol Gabetta für Duo - New York Polyphony für Times Go By Turns |                          |
| 2015                 | Hilary Hahn und Cory Smythe | Vereinigte Staaten              | In 27 Pieces: The Hilary Hahn Encores                                                        | - A Far Cry, David Krakauer (Dirigent) für Dreams & Prayers - Steven Isserlis & Olli Mustonen für Martinu': Cello Sonatas Nos. 1-3 - Partch für Partch: Castor & Pollux - New York Polyphony für Sing Thee Nowell |                          |
| 2016                 | Eighth Blackbird | Vereinigte Staaten              | Filament                                                                                     | - Tanja Tetzlaff, Christian Tetzlaff & Lars Vogt für Brahms: The Piano Trios - Nadia Shpachenko & Genevieve Feiwen Lee für Flaherty: Airdancing For Toy Piano, Piano & Electronics - Brad Wells & Roomful of Teeth für Render - Takács Quartet & Marc-André Hamelin für Shostakovich: Piano Quintet & String Quartet No. 2                                                                                                |                          |
| 2017                 | Third Coast Percussion | Vereinigte Staaten              | Third Coast Percussion \| Steve Reich                                                        | - ARC Ensemble für Fitelberg: Chamber Works - Øyvind Gimse, Geir Inge Lotsberg & TrondheimSolistene für Reflections - Spektral Quartet für Serious Business - Lincoln Trio für Trios From our Homelands |                          |
| 2018                 | Patricia Kopatchinskaja und das Saint Paul Chamber Orchestra                                                                              | Moldau Vereinigte Staaten       | Death & the Maiden                                                                           | - Arcangelo für Buxtehude: Trio Sonatas Op. 1 - Stile Antico für Divine Theatre – Sacred Motets by Giaches de Wert - Joyce Yang & Augustin Hadelich für Franck, Kurtág, Previn & Schumann - Martha Argerich & Various Artists für Martha Argerich & Friends – Live From Lugano 2016 |                          |
| 2019                 | Laurie Anderson und das Kronos Quartet | Vereinigte Staaten              | Landfall                                                                                     | - The Danish String Quartet für Beethoven, Shostakovich & Bach - The Aizuri Quartet für Blueprinting - Leif Ove Andsnes & Marc-André Hamelin für Stravinsky: The Rite of Spring Concerto for Two Pianos - A Far Cry für Visions and Variations |                          |
| 2020                 | Attacca Quartet |                                 | Shaw: Orange                                                                                 | - Cerrone: The Pieces That Fall to Earth von Christopher Rountree & Wild Up - Freedom & Faith vom PUBLIQuartet - Perpetulum von Third Coast Percussion - Rachmaninoff für Hermitage Piano Trio vom Hermitage Piano Trio |                          |
| 2021                 | Pacifica Quartet | Vereinigte Staaten              | Contemporary Voices                                                                          | - Healing Modes von Brooklyn Rider - Hearne: Place von Steven Bradshaw, Sophia Byrd, Josephine Lee, Isaiah Robinson, Sol Ruiz, Ayanna Woods, Diana Wade und dem Place Orchestra unter Leitung von Ted Hearne - Hynes: Fields von Third Coast Percussion unter Leitung von Devonté Hynes - The Schumann Quartets vom Dover Quartet                                                                                         |                          |
| 2022 3. April 2022   | Yo-Yo Ma & Emanuel Ax | Vereinigte Staaten              | Beethoven: Cello Sonatas – Hope Amid Tears                                                   | - JACK Quartet – Adams: Lines Made by Walking - Sandbox Percussion – Akiho: Seven Pillars - Sérgio Assad, Clarice Assad & Third Coast Percussion – Archetypes - Imani Winds – Bruits |                          |
| 2023 5. Februar 2023 | Attacca Quartet | Vereinigte Staaten              | Shaw: Evergreen                                                                              | - Beethoven: Complete String Quartets, Volume 2 – The Middle Quartets vom Dover Quartet - Musical Remembrances vom Neave Trio - Perspectives von Third Coast Percussion - What Is American vom Publiquartet |                          |
| 2024 4. Februar 2024 | Roomful of Teeth | Vereinigte Staaten              | Rough Magic                                                                                  | - American Stories von Anthony McGill und dem Pacifica Quartet - Beethoven for Three: Symphony No. 6, ‘Pastorale’ and Op. 1, No. 3 von Yo-Yo Ma, Emanuel Ax & Leonidas Kavakos - Between Breaths von Third Coast Percussion - Uncovered, Vol. 3: Coleridge-Taylor Perkinson, William Grant Still & George Walker vom Catalyst Quartet                                                                                     |                          |
| 2025 2. Februar 2025 | Caroline Shaw & Sō Percussion | Vereinigte Staaten              | Rectangles and Circumstance                                                                  | - Adams, J. L.: Waves & Particles vom JACK Quartet - Beethoven for Three: Symphony No. 4 and Op. 97, ‘Archduke’ von Yo-Yo Ma, Leonidas Kavakos & Emanuel Ax - Cerrone: Beaufort Scales von Beth Willer, Christopher Cerrone & Lorelei Ensemble - Home vom Miró Quartet |                          |